# 小太平鸟
小太平鸟（学名：Bombycilla japonica）又名十二红、朱连雀或红连雀。

## 分布
小太平鸟主要分布于東亞，可见于俄羅斯东部、乌苏里江下游地区、库页岛、北韓、南韓、臺灣、日本等國。
在中國大陸分布于东北南部吉林、辽宁两省、华北冬部的河北、山东、河南等省、长江中下游地区和东部沿海省份，其在中国的分布南限至南岭以北地区，分布西限直抵西南的雲南貴州四川三省。

## 特征
小太平鸟体形中等大小，较同属近缘种太平鸟略小，但这种差距非常细微，仅当两者同时出现在视野中时才有可能察觉，其体长约在18厘米左右。本物种雄雌同形同色，成鸟额部及面部前端为栗色，向头后部颜色逐渐变浅；额基部、眼先、眼周及眼后部有黑色纹带，颌部亦有黑色区域；本物种枕部黑色，与贯眼的黑色区域相链接，形成环绕头部的黑环且后枕部的黑色羽毛稍长，形成冠羽；头顶亦具细长的簇状羽冠，这条羽冠常常覆盖在枕部的黑色羽区上，让人无法看到环绕头部的黑环同时也掩盖了枕部黑色羽毛形成的冠羽，若本物种处于兴奋状态，则头顶的冠羽会树立起来，这时就能够清晰地观察到头部的黑色环带和冠羽；上背和肩部的羽毛灰色，略沾褐色；腰部及尾上覆羽纯灰色，且颜色越向尾部越深；尾羽基部的颜色延续了尾上覆羽的灰色，由基部向端部颜色逐渐加深，至近端部颜色深至黑色，但是各尾羽羽端均为宽约8毫米左右的玫瑰红色端斑，颜色非常鲜艳；翅上覆羽颜色与肩羽一致；初级覆羽端部的颜色与尾羽端部一样，为鲜艳的玫瑰红色，初级飞羽接近黑色，端部朱红色；次级飞羽羽轴特化伸长出羽片外约8毫米，形成扁片状蜡质红色突起；胸部为褐灰色；腹部灰色；尾下覆羽则为鲜艳的栗色。虹膜紫红色；喙和足均为近黑色的褐色。叫声连续细弱。小太平鸟体羽基色变化平缓，尾稍翅稍等特殊部位颜色鲜亮，体形体态优美，外形颇为俊俏悦目。飞羽和尾羽端部的玫瑰红色斑块是本物种的辨识特征，也是区分本物种和同属近似种太平鸟的重要特征，后者在这些部位呈现给人们的都是鲜艳的明黄色斑块。

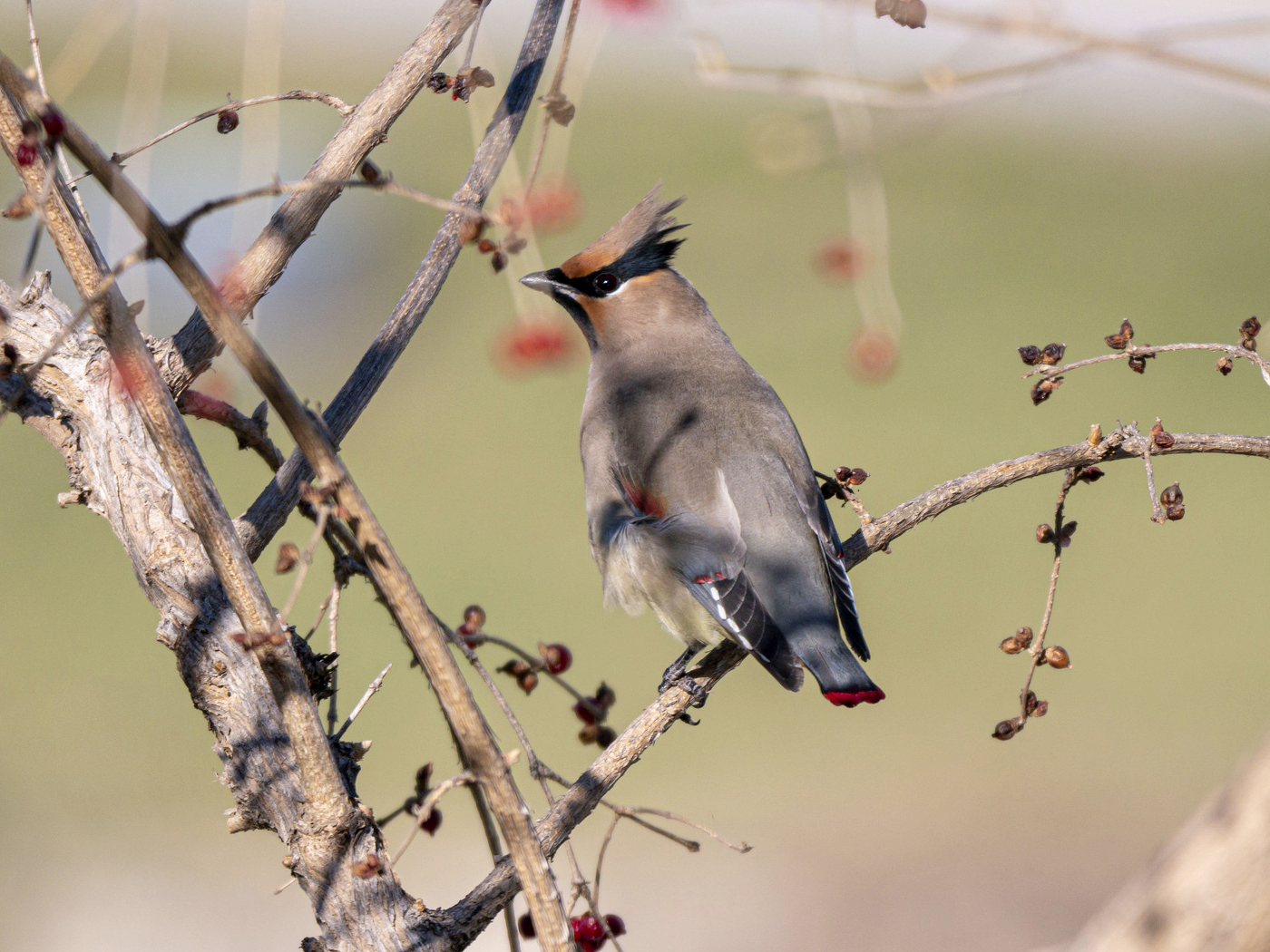

## 习性
小太平鸟喜成群活动，并常常与太平鸟混群活动于针叶林和高大的阔叶乔木中间，其生境与太平鸟近似但远较太平鸟少见。
小太平鸟系以植物性食物为主的杂食性鸟类，喜取食各种植物的种子和果实，繁殖期的太平鸟会较多的取食昆虫，而冬春季节它们则以各种植物的果实为食物，卫矛、鼠李、女贞等植物的果实均为本物种取食的对象。

## 繁殖与保护
繁殖不详。
IUCN濒危等级： LR/nt 生效年代：2003年
本物种在中国的分布地域虽然非常广泛，但并非优势种，属于稀有种，本物种还受到非法鸟类贸易的威胁。

### 小太平鸟与非法鸟类贸易
与太平鸟一样，小太平鸟亦是中国传统笼养鸟种。它们经过训练可以完成一些表演项目（参见黑尾蜡嘴雀和太平鸟条目的相关部分）。但是本物种至今没有实现人工饲养条件下的繁殖，因而出现在市场上的太平鸟均是直接捕捉自野外。这种非法鸟类贸易直接造成了本物种种群数量的下降。